# Cheirocratus assimilis
Cheirocratus assimilis är en kräftdjursart som beskrevs av Liljeborg 1852. Enligt Catalogue of Life ingår Cheirocratus assimilis i släktet Cheirocratus och familjen Gammaridae, men enligt Dyntaxa är tillhörigheten istället släktet Cheirocratus och familjen Melitidae. Arten är reproducerande i Sverige. Inga underarter finns listade i Catalogue of Life.